# Österreichisch-preußisches Kondominium in Schleswig-Holstein

Die Herzogtümer Schleswig, Holstein und Lauenburg nach dem Deutsch-Dänischen Krieg 1864. Im Gebiet der drei Herzogtümer lebten knapp eine Million Menschen. Trotz eines Vorstoßes Bayerns und anderer Staaten im Bundestag wurde Schleswig kein Glied des Deutschen Bundes mehr.

Das österreichisch-preußische Kondominium bezeichnet die Landesherrschaft Preußens und Österreichs über Schleswig und Holstein in den Jahren 1864 bis 1866 (sowie Lauenburg bis 1865). Im Deutsch-Dänischen Krieg 1864 hatten Österreich und Preußen gemeinsam gegen Dänemark gekämpft. Nach der Niederlage Dänemarks und infolge des Wiener Friedensvertrages vom November 1864 übertrug Dänemark die Landesherrschaft über die besagten Herzogtümer an Österreich und Preußen, was das Ende des dänischen Gesamtstaates bedeutete. Zugleich beendete der Deutsche Bund seine Bundesexekution in Holstein und Lauenburg.
Preußen und Österreich verwalteten die Herzogtümer in ihrem Kondominium zunächst gemeinsam, durch zwei Regierungskommissare. Im Jahr 1865 teilten sie laut Gasteiner Konvention die Verwaltung: Österreich verwaltete Holstein und Preußen Schleswig.
Allgemein war man sich einig, dass das Kondominium nur eine Übergangslösung sein sollte. Hinzu kam der Druck durch die stärker werdende Uneinigkeit der beiden Großmächte. Preußen wollte die Herzogtümer annektieren, während Österreich schließlich die Bildung eines vereinigten Herzogtums unter dem Augustenburger Friedrich VIII. innerhalb des Deutschen Bundes unterstützte. Schon zuvor hatte es mehrmals politische Uneinigkeiten zwischen den beiden deutschen Großmächten gegeben, was unter anderem der Konflikt um die Frankfurter Reformakte im September 1863 gezeigt hatte. Preußen verband die Schleswig-Holstein-Frage zudem mit der Reform des Deutschen Bundes.
Auch innerhalb der Herzogtümer gab es unterschiedliche Interessen. Ein Großteil der deutsch orientierten Bevölkerung forderte weiter ein vereinigtes deutsches Schleswig-Holstein unter den Augustenburgern, was von der nationalen Bewegung in Deutschland unterstützt wurde. Insbesondere im Norden Schleswigs lebte zudem eine dänisch orientierte Bevölkerung, die zunächst auf die Durchführung des im Prager Friedensvertrag von 1866 festgeschriebenen Plebiszits hoffte.
Mit der Gasteiner Konvention vom August 1865 konnte der sich anbahnende Konflikt zwischen den beiden deutschen Großmächten zunächst noch abgewendet werden. Das Herzogtum Lauenburg fiel an Preußen, das hierfür Österreich eine Entschädigung in Höhe von 2,5 Millionen dänischen Talern zahlte. Man wollte gemeinsam im Bundestag beantragen, dass die Stadt Rendsburg Bundesfestung werde und eine Bundesflotte gegründet werde. Zudem erhielt Preußen Sonderrechte im österreichisch verwalteten Holstein. Diese Sonderrechte umfassten zwei Militärstraßen in Holstein und insbesondere den Hafen in Kiel, der als zukünftiger Kriegshafen für Preußen von besonderem Interesse war.
Der Einmarsch preußischer Truppen in Holstein im Juni 1866 führte schließlich zum Bundesbeschluss über die Mobilmachung der Bundestruppen gegen Preußen. Damit war der Einmarsch der eigentliche Auslöser des Deutschen Krieges vom Juni/Juli 1866. Nach der Niederlage Österreichs übertrug Österreich seine Rechte am Kondominium an Preußen, und der Weg zur Bildung der preußischen Provinz Schleswig-Holstein im Jahr 1867 war frei.

## Entstehung des Kondominiums 1864

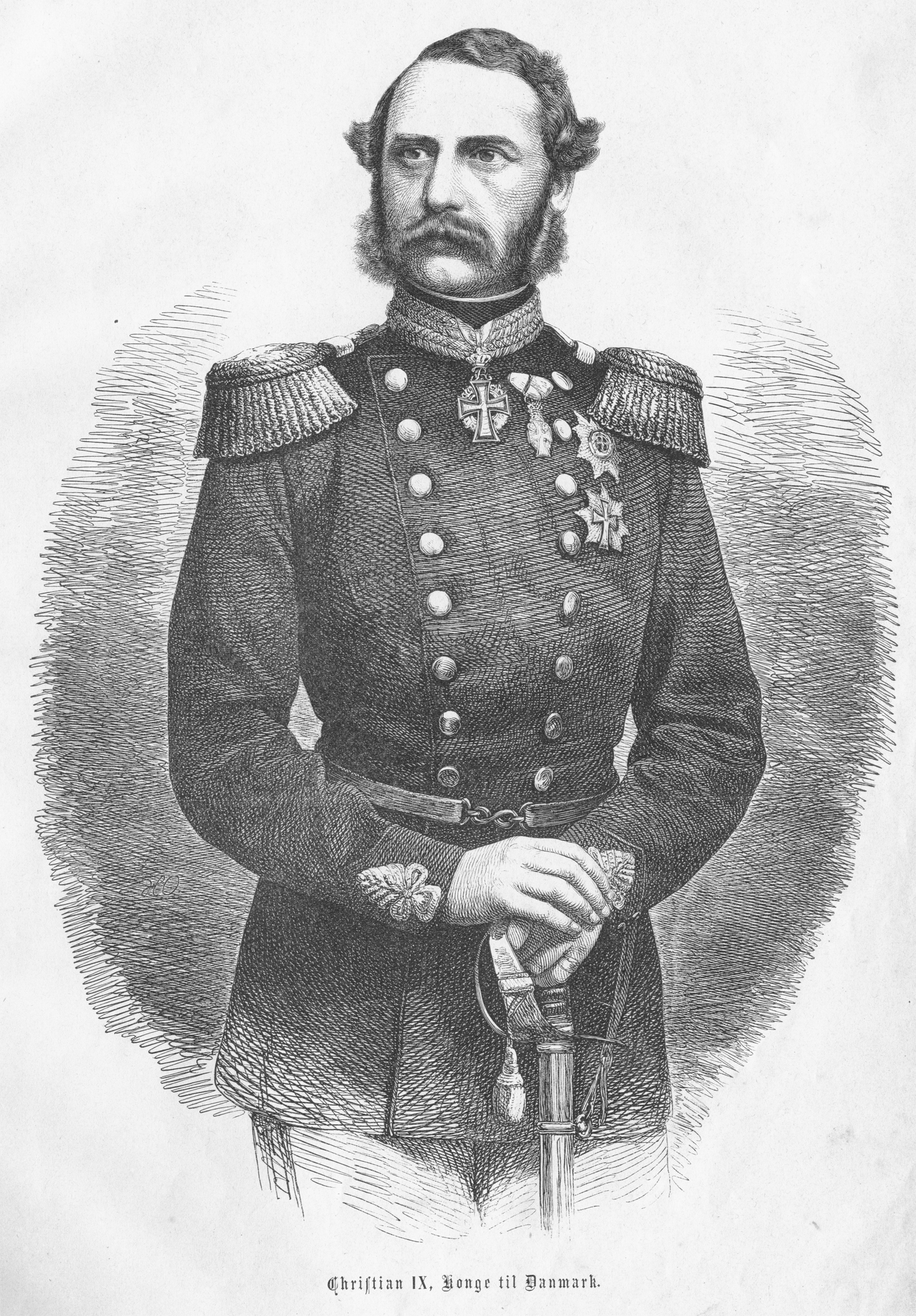
Christian IX. wurde am 16. November 1863 dänischer König, nachdem sein Vorgänger Friedrich VII. gestorben war. Friedrich war kinderlos verblieben, Christian entstammte (anders als sein Vorgänger) der glücksburgischen Linie des Hauses Oldenburg.

Die Herzogtümer Schleswig, Holstein und Lauenburg wurden vor dem Deutsch-Dänischen Krieg 1864 vom dänischen König in Personalunion regiert. Staatsrechtlich waren Holstein und Lauenburg Glieder des Deutschen Bundes, Schleswig dagegen ein Reichslehen Dänemarks. Der dänische König regierte somit in den Herzogtümern in der Eigenschaft als Herzog, in Schleswig war er zudem als König Lehnsherr. Sprachlich war Holstein (nieder)deutschsprachig, während in Schleswig sowohl Deutsch, Dänisch als auch Nordfriesisch verbreitet waren. Zusammen bildeten das eigentliche Königreich und die Herzogtümer den dänischen Gesamtstaat.
Innenpolitisch waren die Jahre vor dem Deutsch-Dänischen Krieg bereits durch eine zunehmende Nationalisierung in Hinblick auf die nationale Zugehörigkeit Schleswigs und einer ungelösten Verfassungsfrage geprägt. Die Gesamtstaatsverfassung von 1855 wurde bereits 1858 vom Bundestag in Frankfurt für Holstein außer Kraft gesetzt.
Mit der darauffolgenden Novemberverfassung vom November 1863 verletzte Dänemark internationale Absprachen, in dem es entgegen dem Londoner Protokoll von 1852 Schleswig näher an das eigentliche Königreich Dänemark band. Das löste im Dezember 1863 eine Bundesexekution des Deutschen Bundes aus, bei der Holstein und Lauenburg besetzt wurden. Im Februar 1864 leiteten Österreich und Preußen schließlich trotz Kritik des Deutschen Bundes einen bundesfremden Krieg gegen Dänemark ein und besetzten in Folge das Herzogtum Schleswig und weite Teile Norderjütlands.

### Besetzung
Zunächst wurden im Rahmen der Bundesexekution im Dezember 1863 Holstein und Lauenburg durch sächsische und hannoveranische Truppen besetzt. Die Bundeskommissare Eduard von Könneritz aus Sachsen und Ferdinand Nieper aus Hannover setzten eine holsteinische Landesregierung ein. Die eigentliche Regierung in Holstein war aber ein Kabinett, das von Friedrich VIII. eingesetzt worden war. Friedrich war das Haupt der sogenannten Augustenburger Linie, die Ansprüche auf den Herzogstitel stellte. Die meisten deutsch-orientierten Einwohner unterstützten dies. Österreich und Preußen ignorierten die Bundesexekution und Friedrichs Regierung insofern, als sie später einige wichtige Städte in Holstein besetzten, um ihre Nachschublinien zu sichern (Altona, Neumünster, Kiel).

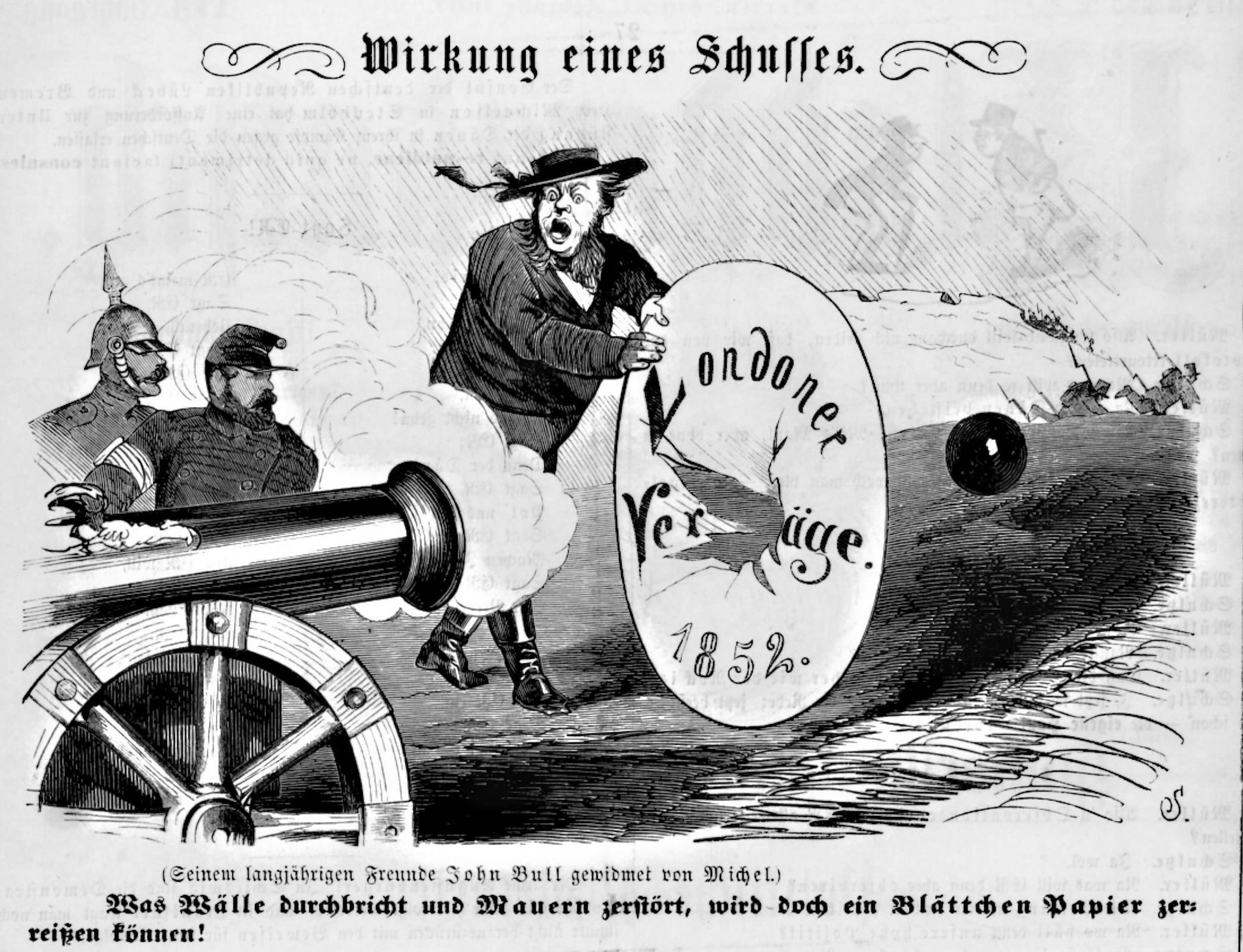
Karikatur im Kladderadatsch: Der Zeichner bezweifelt, dass Österreich und Preußen tatsächlich auf Grundlage des Londoner Protokolls von 1852 handeln. Im Protokoll, hier hochgehalten vom englischen John Bull, war Schleswig und Holstein eine eigenständige Entwicklung unter dänischer Herrschaft zugesichert worden.

Mit Beginn des Deutsch-Dänischen Krieges ab Februar 1864 eroberten die beiden deutschen Großmächte auch den Großteil Schleswigs und Jütlands. Mit Ausnahme der Vorgänge an den Düppeler Schanzen bei Sonderburg kam es zu keinen größeren Kampfhandlungen. Seitdem regierten in Schleswig zwei Zivilkommissare im Auftrag der beiden Großmächte: der Österreicher Friedrich Revertera und der Preuße Constantin von Zedlitz-Neukirch.
Offiziell beriefen sich Österreich und Preußen darauf, dass Dänemark gegen internationale Absprachen verstoßen hatte, als es mit der Novemberverfassung sich Schleswig de facto eingliederte. Mit Schleswig sollte ein Pfand besetzt werden, um zu erzwingen, dass der alte Zustand wiederhergestellt wurde. Während Österreich dieser konservativen Linie treu war, hatte Preußen längst weitergehende Ziele. Ministerpräsident Bismarck schwor im Februar 1864 sein Kabinett darauf ein, dass es um die Annexion der Herzogtümer ging. Eine Herrschaft des Augustenburgers hätte er nur akzeptiert, wenn Schleswig-Holstein eine Art preußischer Vasallenstaat geworden wäre.
Die Zivilkommissare in Schleswig gingen über die reine Besetzung hinaus und erklärten die dänische Novemberverfassung für ungültig. Obwohl auch die Städte Schleswigs ihre Unterstützung für den Thronanspruch des Augustenburgers Friedrich VIII. ausdrückten, unterdrückten die Zivilkommissare politische Vereine und Kundgebungen. Die meisten kleineren und mittelgroßen deutschen Staaten hätten es begrüßt, wenn Friedrich einen liberal geprägten deutschen Mittelstaat gebildet hätte. Es gelang den beiden deutschen Großmächten aber, einen Bundestagsbeschluss zugunsten des Augustenburgers zu verhindern. Dabei kam es ihnen zugute, dass der neue bayerische König Ludwig II. sie unterstützte, weil er sich am Beginn seiner Herrschaft keine Politik erlauben konnte, die den Deutschen Bund hätte sprengen können.

### Wiener Frieden und Bundesbeschluss Ende 1864

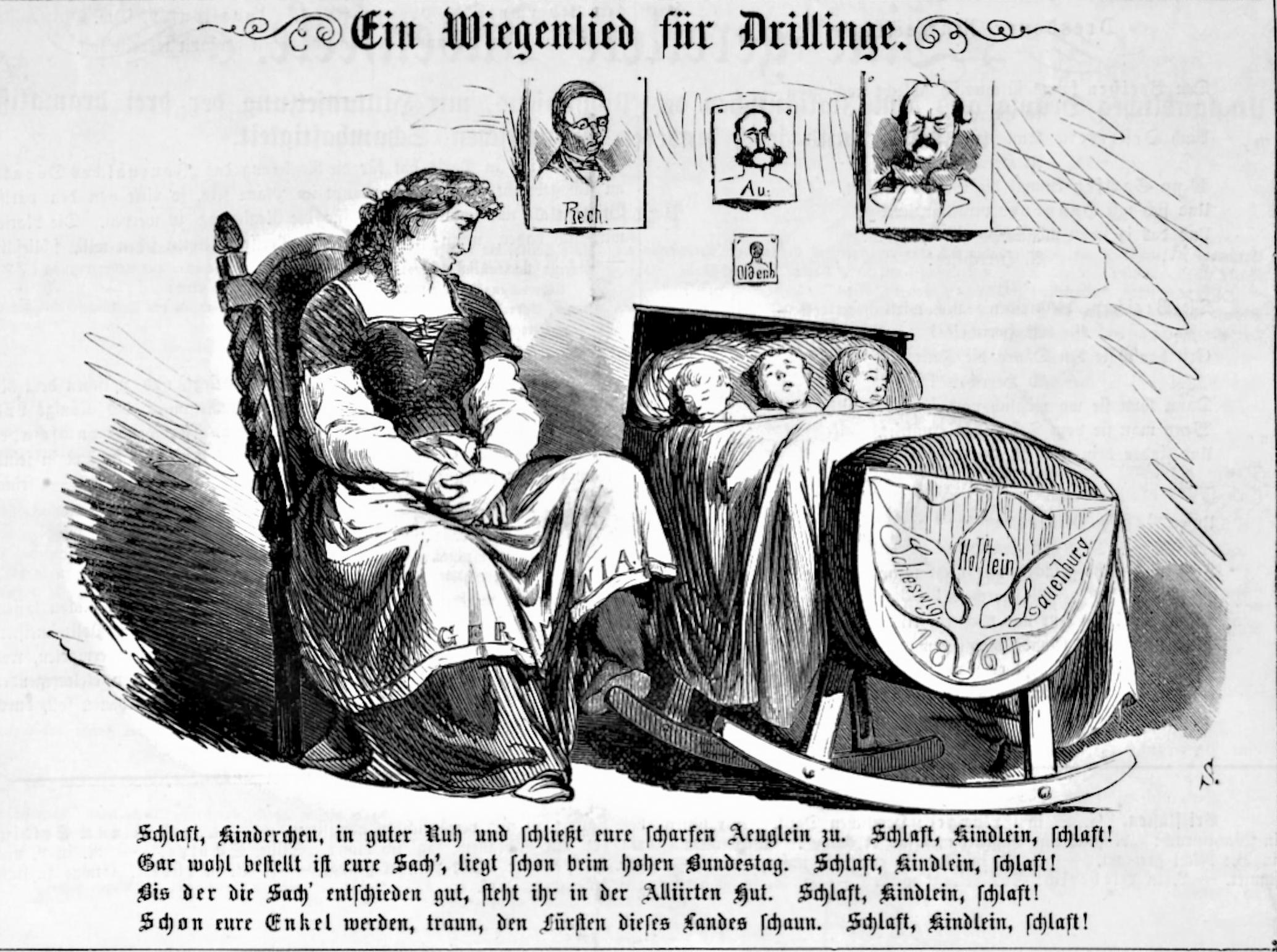
Karikatur aus dem Kladderadatsch: Frau Germania sorgt sich um die drei Herzogtümer. Über der Wiege sieht man Porträts der österreichischen und preußischen Verhandlungsführer, des „Augustenburgers“ sowie des „Oldenburgers“, der ebenfalls Thronansprüche hatte.

Am 30. Oktober 1864 unterzeichneten Österreich und Preußen mit Dänemark den Wiener Frieden. Dänemark verzichtete auf seine Rechte in den drei Herzogtümern zugunsten der beiden deutschen Großmächte. Die Grenzen wurden dabei teilweise revidiert, so dass die bisherigen königlichen Enklaven größtenteils Schleswig zugeschlagen wurden. Seit November wurde aus der preußisch-österreichischen Besetzung somit eine rechtmäßige Herrschaft. Diese Auffassung war allerdings davon abhängig, dass der dänische König tatsächlich der rechtmäßige Erbe seines Vorgängers war.
Die Augustenburger vertraten nämlich die Auffassung, dass Friedrich weiter einen Anspruch auf den Herzogtitel erheben könnte: Das in Holstein gültige Salische Recht sah, anders als das dänische Recht, keine weibliche Thronfolge vor. Hätten Österreich und Preußen die Rechte Friedrichs auf beide Herzogtümer anerkannt, hätte der dänische König die Herzogtümer auch nicht abtreten können.
Allerdings galt für Holstein noch immer die Bundesexekution. Nur ein Beschluss des Bundestags konnte die Herrschaft der Bundeskommissare dort beenden. Vor allem Sachsen stellte sich dem entgegen, während Preußen eigenmächtig den Rückzug der hannoverschen und sächsischen Truppen forderte. Österreich versicherte, dass die Abtretung der Herzogtümer an Österreich und Preußen nur eine provisorische Lösung sei. Damit erleichterte es das Zustandekommen eines Bundesbeschlusses. Dieser erfolgte am 5. Dezember 1864 mit einer Mehrheit von 9 gegen 6 Stimmen. Die Zivilkommissare in Schleswig übernahmen danach auch die Herrschaft für Holstein.

## Zukunft der Herzogtümer

### Verhandlungen 1864/1865

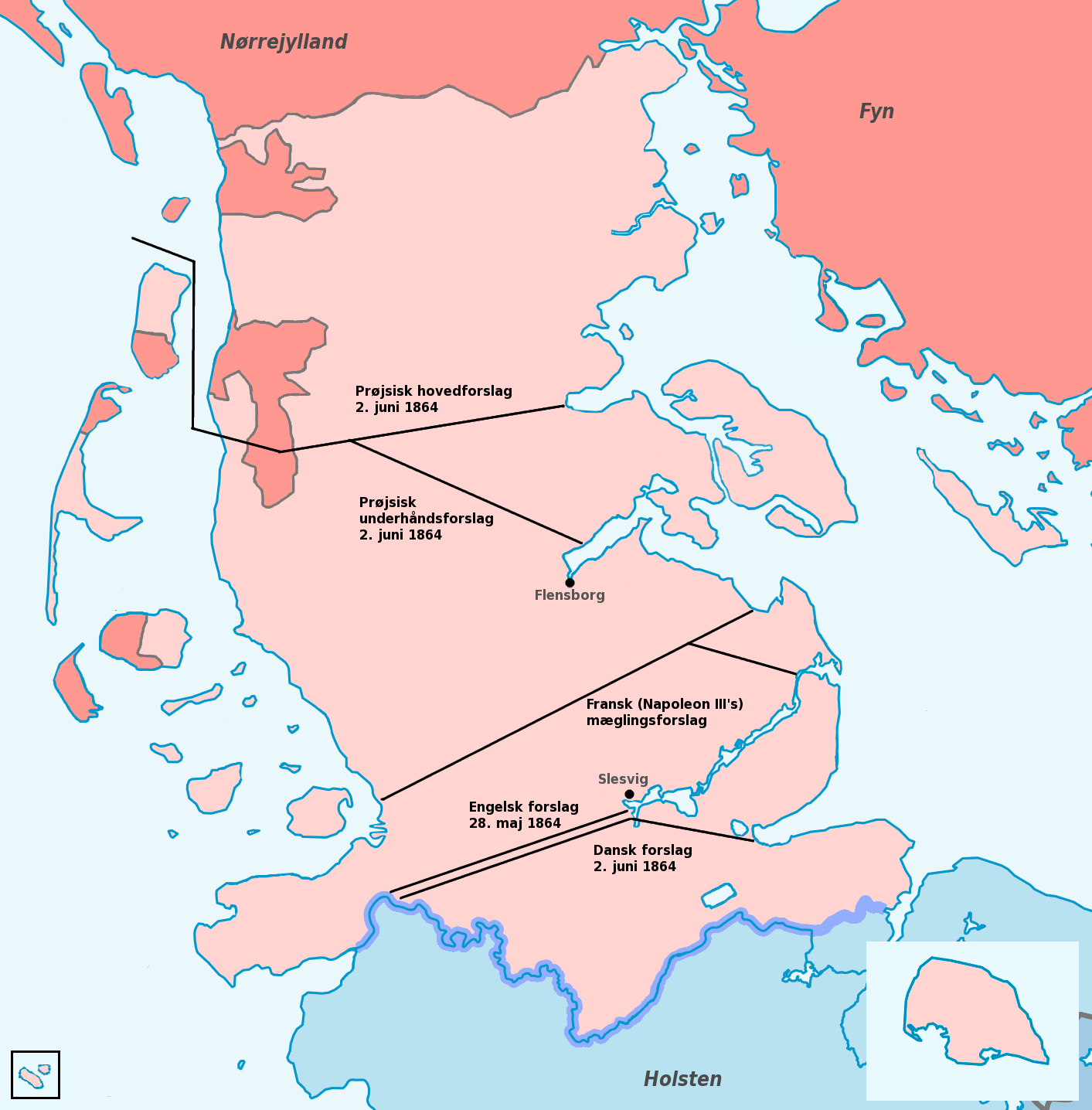
Vorschläge für eine Teilung Schleswigs 1864

Bereits während des Waffenstillstandes im Deutsch-Dänischen Krieg gab es in London Verhandlungen über eine mögliche Teilung Schleswigs. Trotz englischer und französischer Kompromissvorschläge konnten sich Dänemark und Preußen jedoch nicht auf eine friedliche Lösung der Schleswig-Frage einigen. Auch zwischen Österreich und Preußen hatte es Verhandlungen über eine endgültige Lösung für die Herzogtümer gegeben. Preußen wollte sie entweder annektieren oder indirekt in seinem Herrschaftsbereich haben. Österreich lehnte dies zwar ab, wollte aber auch keinen augustenburgischen Staat errichtet sehen. Österreichs Außenminister Bernhard von Rechberg beabsichtigte aber, bei einer preußischen Lösung zumindest einige Vorteile für Österreich auszuhandeln.
Ebendies gelang aber auf den Schönbrunner Konferenzen im August 1864 nicht. Rechberg sah ein, dass Preußen keine Gebiete wie Glatz oder die Hohenzollerschen Lande abtreten würde. Sein preußischer Kollege Bismarck war aber bereit, Österreich bei der Wiedergewinnung der Lombardei zu helfen, welche Österreich 1859 an das entstehende Italien hatte abtreten müssen. Sobald die Lombardei wieder österreichisch sei, würde Österreich seine Rechte am Kondominium Preußen übertragen. Außerdem hieß es in einem Entwurf für eine Schönbrunner Konvention, dass beide Großmächte nur gemeinsam Anträge über Schleswig-Holstein an den Bundestag richten würden. Allerdings scheuten der österreichische Kaiser und der preußische König vor einem solchen Abkommen zurück: Es hätte wohl nur in einem Krieg gegen Frankreich verwirklicht werden können, da Frankreich sich als Schutzmacht Italiens verstand.
Die beiden deutschen Großmächte gerieten im Laufe des Jahres 1865 immer wieder aneinander und beriefen sich jeweils auf ihre Rechte im Kondominium. So forderte der preußische Zivilkommissar, gegen die augustenburgische Bewegung vorzugehen, wozu sein österreichischer Kollege aber keine Zustimmung gab. Eigenmächtig plante Preußen, seinen Marinestützpunkt von Danzig nach Kiel zu verlegen, wogegen die Österreicher protestierten. Unter Druck geriet das Kondominium durch einen Beschluss des Bundestags vom 6. April 1865: Bayern und weitere Mittelstaaten setzten sich mit ihrer Aufforderung durch, dass Holstein von Friedrich verwaltet werden sollte.

### Konvention von Bad Gastein

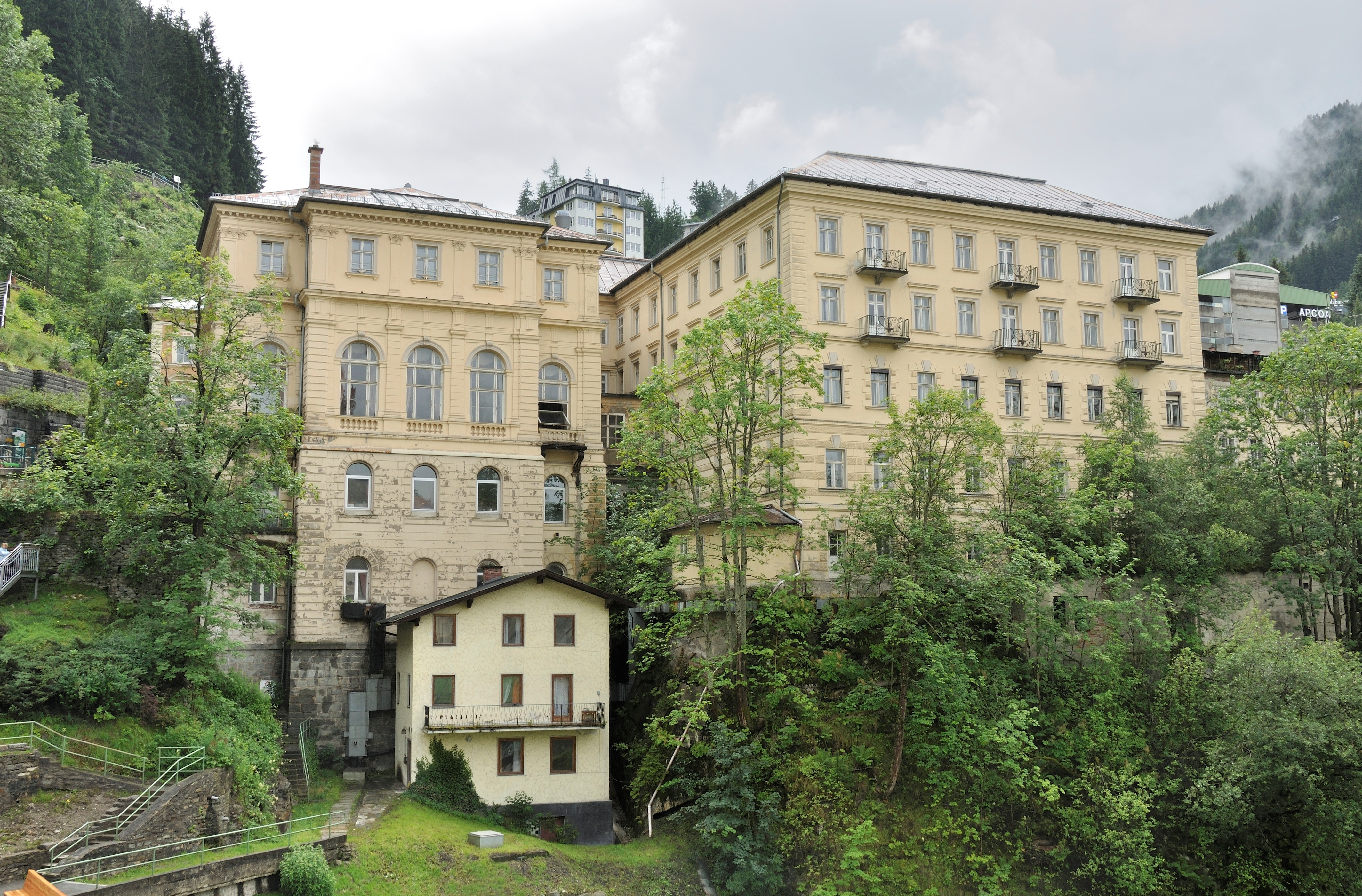
Das Hotel Straubinger in Bad Gastein, wo die Konvention ausgehandelt wurde

In der Konvention von Bad Gastein (20. August) retteten die beiden Großmächte vorerst den Frieden:
- Während die Herrschaft weiterhin ein Kondominium sein sollte, wurde die Verwaltung geteilt. Österreich verwaltete Holstein, Preußen Schleswig. Allerdings hatte Preußen sich allerlei Sonderrechte in Holstein ausgehandelt, vor allem in Bezug auf den Hafen in Kiel.
- Rendsburg an der Grenze Holsteins zu Schleswig sollte Bundesfestung werden und im jährlichen Wechsel einen österreichischen bzw. preußischen Kommandanten haben. Außerdem sollte Kiel der Bundeskriegshafen einer noch zu errichtenden Bundesflotte werden.
- Lauenburg verließ das Kondominium und bekam den preußischen König zum Herzog, wofür Österreich zweieinhalb Millionen dänische Taler erhielt.

Schon am 19. September war die Verwaltung geteilt. Feldmarschall Ludwig von Gablenz als österreichischer Statthalter und General Edwin von Manteuffel als preußischer Gouverneur lösten die bisherigen Zivilkommissare ab. In Holstein berief der Statthalter einen neuen Zivilkommissar, Leopold von Hofmann. Außerdem berief er eine „herzogliche Landesregierung“, die augustenburgisch gesinnt war. In Schleswig übte der Gouverneur die Zivilregierung direkt aus, der bisherige Zivilkommissar Zedlitz wurde ihm unterstellt.

## Ende des Kondominiums 1866

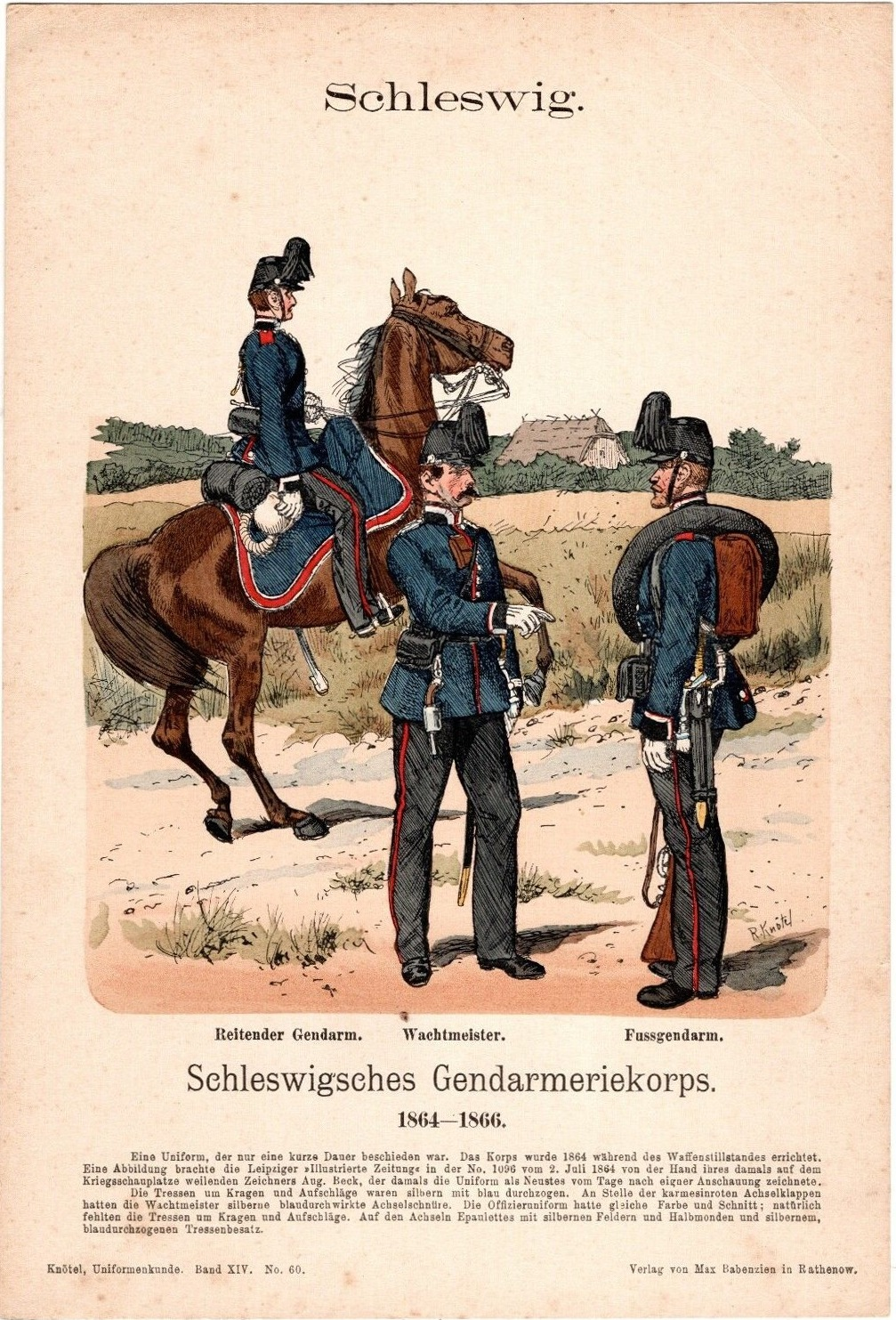
Nur kurze Zeit war dem Gendarmenkorps vergönnt, Ordnung im Land zu schaffen.

Österreich verhinderte zwar gemeinsam mit Preußen und einigen Verbündeten, dass der Bundestag sich abermals für den Augustenburger (sowie Wahlen in Schleswig-Holstein und eine Aufnahme Schleswigs in den Bund) aussprach. Allerdings ließ es in Holstein die politische Arbeit der augustenburgischen Bewegung zu. Am 23. Januar kam es sogar zu einer großen Volksversammlung in Altona (damals noch holsteinisch) von Schleswig-Holsteinern sowie Demokraten und Liberalen aus anderen Teilen Deutschlands. Über Österreichs Verhalten erboste sich Bismarck vor dem Hintergrund der gemeinsamen Souveränität des Kondominiums. Die Augustenburger aber würden infolge Bismarcks ebendiese Souveränität in Frage stellen, zudem habe die Volksversammlung einen revolutionären Charakter, der sich gegen das monarchische Prinzip richte. Österreich wies die Vorwürfe zurück. Ein Vermittlungsversuch im April und Mai 1866, die Mission Gablenz, scheiterte an Österreichs Desinteresse.
Bismarck erkannte, dass Schleswig und Holstein nur annektiert werden könnten, wenn sich die Verhältnisse in Deutschland grundlegend änderten. Darüber hinaus stand ihm eine kleindeutsche Lösung vor Augen, im Gegensatz zu den Altpreußen, die bloß Preußens Macht vergrößern wollten. Es erwies sich als strategisch wie taktisch klug, die Schleswig-Holstein-Frage mit der Bundesreformdebatte und überhaupt der Deutschen Frage zu verbinden. Der kleindeutsche Bundesstaat war in der Öffentlichkeit ein legitimes Kriegsziel.
Noch im April 1866 kündigte Bismarck einen preußischen Bundesreformplan an, dem er am 10. Juni einen konkreteren Vorschlag folgen ließ. In der Zwischenzeit hatte Preußen mit Italien einen Allianzvertrag geschlossen und preußische Truppen waren in Holstein einmarschiert. Österreich reagierte auf letzteres, indem es einen Antrag beim Bundestag stellte. Gegen Preußen sollten die Bundestruppen mobilisiert werden. Der erfolgreiche Bundesbeschluss vom 14. Juni war laut Preußen bundesverfassungswidrig, da der Bundestag sich mit der Schleswig-Holstein-Frage nicht beschäftigen dürfe. Der Deutsche Bund sei daher als aufgelöst zu betrachten. Dem ehemaligen Verbündeten Österreich warf Bismarck vor, dass die Absprachen nur gemeinsame Anträge beim Bundestag zuließen.
Nach dem Deutschen Krieg im Sommer 1866 konnte das siegreiche Preußen Österreich seine Bedingungen auferlegen. Österreich musste im Prager Frieden unter anderem seine Rechte am Kondominium in Schleswig-Holstein abtreten. Im Jahr 1867 schuf Preußen eine Provinz Schleswig-Holstein. Im Jahr 1876 wurde Lauenburg dieser Provinz angegliedert.

## Belege
1. ↑  Ernst Rudolf Huber: Deutsche Verfassungsgeschichte seit 1789. Band III: Bismarck und das Reich. 3. Auflage, W. Kohlhammer, Stuttgart u. a. 1988, S. 468/469, S. 472/473.
2. ↑  Ernst Rudolf Huber: Deutsche Verfassungsgeschichte seit 1789. Band III: Bismarck und das Reich. 3. Auflage, W. Kohlhammer, Stuttgart u. a. 1988, S. 473.
3. ↑  Ernst Rudolf Huber: Deutsche Verfassungsgeschichte seit 1789. Band III: Bismarck und das Reich. 3. Auflage, W. Kohlhammer, Stuttgart u. a. 1988, S. 474.
4. ↑  Ernst Rudolf Huber: Deutsche Verfassungsgeschichte seit 1789. Band III: Bismarck und das Reich. 3. Auflage, W. Kohlhammer, Stuttgart u. a. 1988, S. 486.
5. ↑  Ernst Rudolf Huber: Deutsche Verfassungsgeschichte seit 1789. Band III: Bismarck und das Reich. 3. Auflage, W. Kohlhammer, Stuttgart u. a. 1988, S. 484.
6. ↑  Ernst Rudolf Huber: Deutsche Verfassungsgeschichte seit 1789. Band III: Bismarck und das Reich. 3. Auflage, W. Kohlhammer, Stuttgart u. a. 1988, S. 484/485.
7. ↑  Ernst Rudolf Huber: Deutsche Verfassungsgeschichte seit 1789. Band III: Bismarck und das Reich. 3. Auflage, W. Kohlhammer, Stuttgart u. a. 1988, S. 497.
8. ↑  Ernst Rudolf Huber: Deutsche Verfassungsgeschichte seit 1789. Band III: Bismarck und das Reich. 3. Auflage, W. Kohlhammer, Stuttgart u. a. 1988, S. 507.
9. ↑  Ernst Rudolf Huber: Deutsche Verfassungsgeschichte seit 1789. Band III: Bismarck und das Reich. 3. Auflage, W. Kohlhammer, Stuttgart u. a. 1988, S. 512–514.
10. ↑  Andreas Kaernbach: Bismarcks Konzepte zur Reform des Deutschen Bundes. Zur Kontinuität der Politik Bismarcks und Preußens in der deutschen Frage. Vandenhoeck & Ruprecht, Göttingen 1991, S. 230/231.
11. ↑  Ernst Rudolf Huber: Deutsche Verfassungsgeschichte seit 1789. Band III: Bismarck und das Reich. 3. Auflage, W. Kohlhammer, Stuttgart u. a. 1988, S. 515.